# Chikara Campeonatos de Parejas

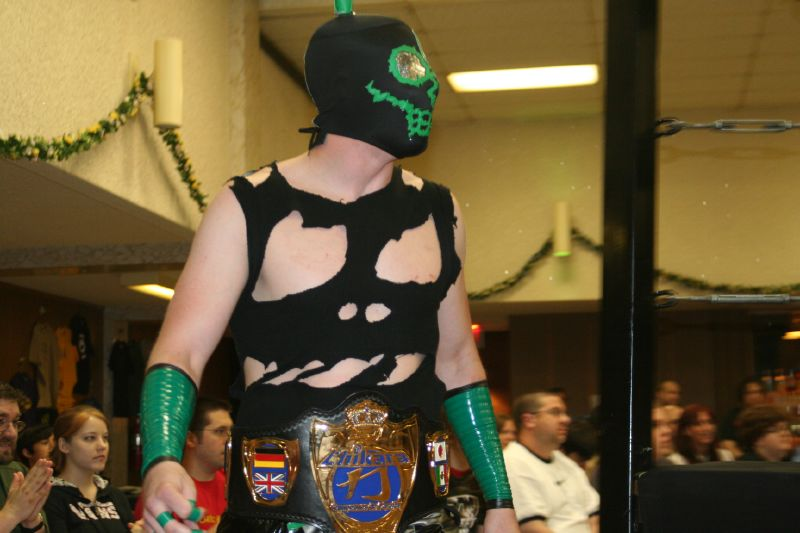
Hallowicked en el Campeonato de Parejas

El Chikara Campeonatos de Parejas fue un campeonato de lucha libre profesional perteneciente a la empresa Chikara. Es el campeonato más antiguo de la empresa, habiendo sido introducido en 2006.

## Historia
El Campeonatos de Parejas fue introducido en febrero de 2006. La creación de los títulos fue durante el torneo de parejas Tag World Grand Prix, siendo el premio para los ganadores del torneo. Al final, ganaron Chris Hero & Claudio Castagnoli, the Kings of Wrestling, quienes derrotaron a Milano Collection A.T. & Skayde (Team DragonDoor) en la final.

## Oportunidades titulares
En comparación con otros campeonatos, este título tiene un sistema poco ortodoxo a la hora de conseguir una oportunidad titular. Para conseguir una oportunidad, antes el equipo rival ha de ganar tres puntos. Cada punto se da por una victoria frente a otro equipo y, tan pronto como consiguen los puntos necesarios, pueden retar a los campeones. Sin embargo, si el equipo pierde un combate, pierde también los puntos acumulados y han de empezar de nuevo. Por la tradición de la lucha libre mexicana, las defensas se realizan en Two out of Three Falls match.

## Campeones actuales
Los campeones actuales son The Bird And The Bee (Solo Darling & Willow Nightingale), quienes están en su primer reinado como campeones. The Bird And The Bee ganaron los títulos tras derrotar a los excampeones F.I.S.T.
(Tony Deppen & Travis Huckabee) el 9 de noviembre de 2019 en Tug of War en Filadelfia, Pensilvania.

## Lista de campeones
| Luchadores:                                                       | Reinados juntos: | Fecha:                   | Días de reinado: | Show o Evento:                             | Notas: | Ref.: |
| ----------------------------------------------------------------- | ---------------- | ------------------------ | ---------------- | ------------------------------------------ | --- | ----- |
| Kings of Wrestling (Chris Hero(1) & Claudio Castagnoli(1))        | 1                | 26 de febrero de 2006    | 264              | Tag World Grand Prix 2006: Night Three     | Derrotaron a Milano Collection A.T. & Skayde en la final de un torneo. |       |
| Team F.I.S.T. (Gran Akuma(1) & Icarus(1))                         | 1                | 17 de noviembre de 2006  | 343              | Brick                                      | |       |
| Incoherence (Delirious(1) & Hallowicked(1))                       | 1                | 26 de octubre de 2007    | 331              | Bruised                                    | Derrotaron a Icarus y Chuck Taylor, que sustituía a Akuma |       |
| The Super Smash Bros. (Player Dos(1) & Player Uno(1))             | 1                | 21 de septiembre de 2008 | 28               | Laying in the Gutter, Looking at the Stars | |       |
| The Osirian Portal (Amasis(1) & Ophidian(1))                      | 1                | 19 de octubre de 2008    | 329              | The Global Gauntlet: Night Two             | |       |
| The Colony (Fire Ant(1) & Soldier Ant(1))                         | 1                | 13 de septiembre de 2009 | 188              | Hiding in Plain Sight                      | |       |
| Bruderschaft des Kreuzes (Ares(1) & Claudio Castagnoli(2))        | 1                | 20 de marzo de 2010      | 267              | Wit, Verve, and a Bit o' Nerve             | |       |
| Jigsaw(1) & Mike Quackenbush(1)                                   | 1                | 12 de diciembre de 2010  | 280              | Reality is Relative                        | |       |
| F.I.S.T. (Chuck Taylor(1) & Johnny Gargano(1))                    | 1                | 18 de septiembre de 2011 | 188              | Martyr Yourself to Caution                 | |       |
| 3.0 (Scott Parker(1) & Shane Matthews(1))                         | 1                | 24 de marzo de 2012      | 36               | Green Ice                                  | Derrotaron a Taylor & Icarus, quien sustituía a Gargano. |       |
| F.I.S.T. (Chuck Taylor(2) & Johnny Gargano(2))                    | 2                | 29 de abril de 2012      | 34               | The Contaminated Cowl                      | |       |
| The Young Bucks (Matt(1) & Nick Jackson(1))                       | 1                | 2 de junio de 2012       | 253              | Chikarasaurus Rex: How to Hatch a Dinosaur | |       |
| 3.0 (Scott Parker(2) & Shane Matthews(2))                         | 2                | 10 de febrero de 2013    | 112              | While the Dawn is Breaking                 | |       |
| The Pieces of Hate (Jigsaw (2) & The Shard (1))                   | 1                | 2 de junio de 2013       | 413              | Aniversario: Never Compromise              | |       |
| The Throwbacks (Dasher Hatfield (1) and Mark Angelosetti (1))     | 1                | 20 de julio de 2014      | 139              | The World Is Not Enough                    | |       |
| The Devastation Corporation (Blaster McMassive & Max Smashmaster) | 1                | 6 de diciembre de 2014   | 295              | Tomorrow Never Dies                        | |       |
| N_R_G (Hype Rockwell & Race Jaxon)                                | 1                | 27 de septiembre de 2015 | 300              | The Marta Complex                          | |       |
| Vacante                                                           | –                | 23 de julio de 2016      | –                | Back in the Habit                          | El campeonato se detuvo debido a un error del árbitro que había otorgado el título a Los Ice Creams pese a haber ganado solo la primera caída en un partido de dos de tres caídas. |       |
| Moustache Mountain (Tyler Bate & Trent Seven)                     | 1                | 21 de agosto de 2016     | 105 – 132        | No One's First, And You're Next            | Fue un partido de equipo de doble eliminación, que también involucró a The Devastation Corporation (Blaster McMassive & Flex Rumblecrunch), Los Ice Creams (El Hijo del Ice Cream & Ice Cream Jr.) y N_R_G (Hype Rockwell & Race Jaxon).                                                                                    |       |
| Vacante                                                           | –                | Diciembre de 2016        | –                | –                                          | El campeonato quedó vacante durante la temporada 17, que fue grabada en secreto. La fecha exacta es desconocida. |       |
| Cornelius Crummels & Sonny Defarge D                              | 1                | Diciembre de 2016        | 189 – 216        | The Shape of Things to Come                | Crummels y Defarge derrotaron a The Closers (Rick Roland y Sloan Caprice) y The Throwbacks (Dasher Hatfield y Mark Angelosetti) en un combate a tres bandas para ganar el título vacante. Este partido tuvo lugar durante la temporada 17, que fue grabada en secreto. La fecha exacta del cambio de título es desconocida. |       |
| The Rumblebees (Solo Darling & Travis Huckabee)                   | 1                | 8 de julio de 2017       | <1               | The Lodger                                 | |       |
| Los Ice Creams (El Hijo del Ice Cream & Ice Cream Jr.)            | 1                | 8 de julio de 2017       | 224              | The Lodger                                 | |       |
| The Closers (Rick Roland & Sloan Caprice)                         | 1                | 17 de febrero de 2018    | 294              | National Pro Wrestling Day 2018            | |       |
| Princess Kimber Lee & The Whisper                                 | 1                | 8 de diciembre de 2018   | 140              | Let's Get Invisible                        | |       |
| F.I.S.T. (Tony Deppen & Travis Huckabee (2))                      | 1                | 27 de abril de 2019      | 196              | Fright Night                               | |       |
| The Bird And The Bee (Solo Darling (2) & Willow Nightingale)      | 1                | 9 de noviembre de 2019   | 1956+            | Tug of War                                 | |       |

## Mayor cantidad de reinados

### En parejas
- 2 veces: F.I.S.T y 3.0

### Individualmente
- 2 veces: Claudio Castagnoli, Johnny Gargano, Chuck Taylor, Shane Parker, Scott Matthews y Jigsaw.